# 榊原達哉
榊原 達哉（さかきばら たつや、1967年 - ）は、日本の哲学者。専門は哲学、現象学。徳島文理大学准教授。

## 経歴
愛知県名古屋市生まれ。愛知県立旭丘高等学校、同志社大学卒業。
- 2001年 同志社大学大学院文学研究科哲学専攻博士課程満期退学。
- 2001年 ストラスブール大学大学院DEA課程修了。
- 2006年 徳島文理大学教員就任。

## 翻訳
- 『触覚、ジャン＝リュック・ナンシーに触れる』（ジャック・デリダ、松葉祥一, 加国尚志共訳、青土社） 2006
- 『芸術とマルチチュード』（アントニオ・ネグリ、廣瀬純, 立木康介共訳、月曜社） 2007
- 『サルコジとは誰か? 移民国家フランスの臨界』（アラン・バディウ、水声社） 2009